# Ministerium für Kultur, Sport und Tourismus
Das Ministerium für Kultur, Sport und Tourismus (koreanisch 문화체육관광부 englisch Ministry of Culture, Sports and Tourism – MCST) ist eine oberste Verwaltungsbehörde in Südkorea. Seit 2012 hat es seinen Sitz in Sejong und beschäftigte im Jahr 2012 rund 2200 Mitarbeiter. Geleitet wird das Ministerium durch Yu In-chon, der als Minister Teil der Regierung Südkoreas ist. (Stand Mai 2024)

## Geschichte
Die Behörde wurde am 29. Februar 2008 gegründet. Sie hat über 50 Abteilungen. Im Oktober 2011 rief das Ministerium eine Abteilung für Popkulturindustrie ins Leben.

## Kompetenzen
In den Aufgabenbereich des Ministeriums fallen die Förderung von Kunst und Musik, wie beispielsweise die Koreanische Welle. Das Ministerium ist Dienstherr des Koreanischen Filmarchivs.